# 春日井市朝宮公園陸上競技場
春日井市朝宮公園陸上競技場（かすがいしあさみやこうえんりくじょうきょうぎじょう）は愛知県春日井市の朝宮公園内にある陸上競技場。愛称はスポーレ春日井。

## 概要
愛知県春日井市の朝宮公園内にある陸上競技場。尾張東部地域唯一の公式記録の測定が可能な日本陸上競技連盟の第3種公認競技場。

## 施設
- 日本陸上競技連盟の第3種公認競技場[3]
- 夜間照明設備 - 五基の発光ダイオード照明灯[1]
- 収容人数 - 約3600人[1]
- 面積 - 約24,000平方メートル[1]

## アクセス
- かすがいシティバス南部線「朝宮公園北」停留所